# Dicentria hertha
Dicentria hertha är en fjärilsart som beskrevs av Paul Dognin 1904. Dicentria hertha ingår i släktet Dicentria och familjen tandspinnare. Inga underarter finns listade i Catalogue of Life.